# Fight for This Love
Fight for This Love ist ein Lied der britischen Sängerin Cheryl Cole aus ihrem Debütalbum 3 Words. Im Vereinigten Königreich und Irland wurde das Lied am 16. Oktober 2009 von Coles Plattenfirma Fascination Records als erste Single des Albums ausgekoppelt. Im Jahr 2010 wurde das Lied im restlichen Europa von Universal Music als zweite Single des Albums veröffentlicht.

## Hintergrund
Fight for This Love ist Coles erste Solo-Single außerhalb ihrer Girlgroup Girls Aloud. Das Lied wurde von Steve Kipner, Wayne Wilkins und Andre Merrit geschrieben, eine Demoaufnahme des Liedes wurde von Merrit gesungen.
Das Lied ist ein Up-tempo-R&B-Pop-Titel mit Synthpop- und Dance-Einflüssen. Das Lied zählt 123 Schläge pro Minute. Cheryl Coles Stimmumfang reicht von E3 bis D5. Nach dem Breakdown in der Mitte des Liedes werden einige Musikinstrumente durch Händeklatschen ersetzt, manche Medien berichteten, dass Coles Stimme ganz mit der von Whitney Houston vergleichbar sei. Dem Magazin New Musical Express fielen Ähnlichkeiten zwischen Coles und Kelis’ Titel Lil Star aus dem Jahr 2007 auf, doch Cole wies alle Ähnlichkeiten zurück. Währenddessen berichteten andere Medien Fight for This Love habe die gleiche Akkordfolge wie All My Life von K-Ci & JoJo. Fight for This Love wurde später von der britischen Boygroup The Wanted gecovert und ist auf der B-Seite zu ihrem Nummer-eins-Hit All Time Low enthalten. Auf der B-Seite von Fight for This Love findet sich der Titel Didn’t I.

## Promotion und Auftritte

### Großbritannien und Irland
Die Single hatte ihre Premiere bei Chris Moyless’ Frühstückssendung am 7. September 2009 auf BBC Radio 1. Am 18. Oktober 2009 wurde der Titel als Download in Großbritannien veröffentlicht. Cole sang das Lied am gleichen Tag während der The X Factor Live Results Show zum ersten Mal live. Sie trug während des Auftritts ein militärisches Outfit des walisischen Modedesigners Julien MacDonald. Es bestand aus einem Ganzkörper-Catsuit, einer roten Militärjacke mit schwarzen Knöpfen und weiteren Details. Das Outfit selbst bekam eine große mediale Aufmerksamkeit in der britischen Presse. Die Medien spekulierten ebenso, ob der X-Factor-Auftritt Vollplayback gewesen sei, was Cole aber zurückwies. Die Sendung, die auch den ersten Auftritt von Whitney Houston seit sechs Jahren beinhaltete, brachte der Castingshow einen Rekord von 14,8 Millionen Zuschauern.
Am 16. Februar 2010 sang Cole das Lied bei den BRIT Awards 2010, wo sie und ihre Tänzerinnen zu Beginn auf die Bühne „katapultiert“ wurden.
Cole bekam auch wieder mediale Aufmerksamkeit, als sie das Lied bei den Brit Awards ohne ihren Hochzeitsring sang. Darauf folgten Berichte, dass ihr Mann Ashley sie betrogen habe. Cheryl Cole wollte sich hierzu nicht äußern.

### Deutschland
Im Januar 2010 flog Cole nach Deutschland, um Fight for This Love bei der deutschen DLD Starnight im Haus der Kunst in München zu singen. Außerdem wurde „Fight for This Love“ Titellied zur fünften Staffel von Germany’s Next Topmodel.

## Musikvideo
Die Regie zum Musikvideo führte Ray Kay. Es wurde im frühen September 2009 in London gedreht.
Das Musikvideo beginnt mit einer lässigen Cheryl Cole, sie trägt ein weißes Tanktop, viel Make-up und schwarze Handschuhe, hinter ihr befindet sich eine große Gruppe schwarz gekleideter Tänzerinnen. Cole beginnt mit einigen Tanzchoreografien. Verschiedene Szenen während des Musikvideos zeigen Cole tanzend in einem Ganzkörper-Leoparden-Catsuit. An den Wänden im Hintergrund kann man Textzeilen des Liedes erkennen.

## Rezeption

### Rezensionen
Ruth Harrison von Female First war vom Lied beeindruckt und hoffte, dass Cole ständig solo bliebe und nicht in ihre Girlgroup Girls Aloud zurückkehre. Sie sagte: „Es hört sich ein kleines bisschen nach Girls Aloud an, wir lieben es und vermuten, dass es ein riesiger Hit in den Clubs werden wird. (…) Wir denken, dass dieses Lied sie auf ihre Weise zum weltweiten Megastar machen wird.“
Popjustice lobten das Lied ebenfalls und sagten: „Fight For This Love ist definitiv keine Girls-Aloud-Single mit einer Person, die den Titel singt… es ist eines dieser Lieder, die du mehrere Stunden lang hintereinander hören kannst und dir wird nicht langweilig. Eine Sache die dich beeindrucken wird – Gut, ist das wirklich Cheryls Gesang? Gesanglich ist das Lied eine sehr große Überraschung… Zum Ende des Liedes singt sie prima – stark, sanft, klar und direkt. Wie eine erfolgreiche Popsängerin, die gesanglich den I-Tüpfen auf ihre Werke setzt. Es ist eine fast magisch gut gelungene Produktion…“
David Balls von Digital Spy war weniger beeindruckt und erklärte, dass „Coles Gesang nicht stark und glaubhaft“ sei, aber sie habe den „süßen britischen Charm von X Factor“. Zum Lied selbst sagte er: „Cole ist ihre erste Solo-Single mehr als gut gelungen. Fight For This Love ist ein wunderschöner Pop-R&B-Titel mit einer synthie-angehauchten Melodie und einer eingängigen Hookline, welche das Bewusstsein, schon nach wenigen Wiederholungen des Liedes, zerfrisst.“
Fraser McAlpine sagte: „Cheryl hat etwas aufgenommen, was sich sehr von Girls Aloud unterscheidet, ihr ist alles wie meisterhaft gelungen.“

### Chartplatzierungen
Im Vereinigten Königreich debütierte Fight for This Love nach Cheryl Coles Auftritt bei X-Factor direkt auf Platz 1 der britischen Charts. In der ersten Woche nach der Veröffentlichung verkaufte sich das Lied 292.000 Mal. Das Lied blieb für zwei Wochen auf Platz 1 und wurde am Ende des Jahres die viert-meistverkaufte Single des Jahres im Vereinigten Königreich. Außerdem erreichte Fight for This Love Platz 29 der britischen Dekadencharts (2000–09). Am 14. Mai 2010, sechs Monate nach der Veröffentlichung als Single, wurde das Lied im Vereinigten Königreich mit einer Platin-Schallplatte ausgezeichnet. Das Lied brachte Cole bei den BRIT Awards 2010 auch eine Nominierung in der Kategorie „Beste britische Single“, welche sie 2009 mit Girls Aloud für deren Single The Promise gewann. Sie verlor in der Kategorie gegen Beat Again von den „X Factor“-Finalisten JLS.
| ChartsChartplatzierungen     | Höchstplatzierung | Wochen |
| ---------------------------- | ----------------- | ------ |
| Deutschland (GfK)            | 4 (24 Wo.)        | 24     |
| Österreich (Ö3)              | 4 (22 Wo.)        | 22     |
| Schweiz (IFPI)               | 3 (26 Wo.)        | 26     |
| Vereinigtes Königreich (OCC) | 1 (39 Wo.)        | 39     |

| ChartsJahrescharts (2009)    | Platzierung |
| ---------------------------- | ----------- |
| Vereinigtes Königreich (OCC) | 4           |

| ChartsJahrescharts (2010) | Platzierung |
| ------------------------- | ----------- |
| Deutschland (GfK)         | 37          |
| Österreich (Ö3)           | 45          |
| Schweiz (IFPI)            | 38          |

| ChartsJahrescharts (2000–2009) | Platzierung |
| ------------------------------ | ----------- |
| Vereinigtes Königreich (OCC)   | 29          |

### Auszeichnungen für Musikverkäufe
Fight for This Love verkaufte sich im Vereinigten Königreich am Tag der Veröffentlichung 134.000 Mal. Das gelang zuvor niemandem.
| Land/Region                  | Auszeichnungen für Musikverkäufe (Land/Region, Auszeichnung, Verkäufe) | Verkäufe  |
| ---------------------------- | ---------------------------------------------------------------------- | --------- |
| Dänemark (IFPI)              | Gold                                                                   | 15.000    |
| Deutschland (BVMI)           | Gold                                                                   | 150.000   |
| Italien (FIMI)               | Platin                                                                 | 30.000    |
| Schweden (IFPI)              | Platin                                                                 | 40.000    |
| Schweiz (IFPI)               | Gold                                                                   | 15.000    |
| Vereinigtes Königreich (BPI) | 2× Platin                                                              | 1.200.000 |
| Insgesamt                    | 3× Gold · 4× Platin ·                                                  | 1.450.000 |

## Coverversionen
- 2010: Cimorelli
- 2010: The Wanted
- 2010: Vampire Weekend